# デイヴィド・ゴティエ
デイヴィド・ゴティエ（David Gauthier、1932年 - 2023年11月9日）は、カナダ生まれのアメリカの哲学者。ピッツバーグ大学名誉教授。日本語での表記は他にゴーチエ、ゴーシアなどがある。

## 人物
カナダのトロントに生まれ、トロント大学（1954年学士（人文科学））、ハーバード大学（1955年修士（人文科学））、オックスフォード大学（1957年学士（哲学）、1961年博士）で学んだ後、トロント大学およびピッツバーグ大学で教鞭をとり、1984年にピッツバーグ大学教授となる。1979年にカナダ学士院会員に選ばれた。小惑星(15911)1997 TL21は彼にちなんで「デイヴィド・ゴティエ」と名付けられた。

## 思想
社会契約論的正義論についての著作である『合意による道徳』では、いかなる道徳原理にも依拠せず合理性の観念（私的効用の極大化）のみから道徳ルールを導出する試みを展開した。同著において彼は、ホッブズ流の社会契約論を批判し、囚人のジレンマ状況を国家などの強制的メカニズムによらずとも解決できると主張した。すなわち、囚人のジレンマに直面した人々は必ずしも「単純な最大化追求者straightforward maximizer」として自己利益のために「裏切る」のではなく、「制約された最大化追求者constrained maximizer」として他者が協力する限りで「協力」する。したがって、囚人のジレンマにおいては互いに「協力」か互いに「裏切る」かの組み合わせしかなく、しかも前者は後者よりもパレート優位にあるため、全員が「協力」するという組み合わせが自然に得られるのである。
ゴティエの議論はロバート・トリヴァースらの進化生物学の研究を社会契約状況に焼き直したものであり、その意味で必ずしも目新しいものではないが、進化生物学ではプレイヤーたち自身は自然選択の結果として利他的行動を身につけるのに対し、ゴティエにおいては合理的に譲歩を考えるというプロセスが想定されている。
道徳理論についてのこれらの業績に加え哲学史にも造詣が深く、特にホッブズとルソーの思想に詳しい。哲学以外ではライトレールにも関心がある。

## 著作
- Practical Reasoning: The Structure and Foundations of Prudential and Moral Arguments and Their Exemplification in Discourse (Oxford: Clarendon Press, 1963).
- The Logic of Leviathan: The Moral and Political Theory of Thomas Hobbes (Oxford: Clarendon Press, 1969).
- Morals by Agreement (Oxford: Oxford University Press, 1986)
  - 小林公訳『合意による道徳』（木鐸社，1999年）ISBN 978-4-8332-2281-5
- Moral Dealing: Contract, Ethics, and Reason (Ithaca, Cornell University Press, 1990).
- Rousseau: The Sentiment of Existence (Cambridge: Cambridge University Press, 2006).